# エロティカ (曲)
「エロティカ」（Erotica）は、マドンナの楽曲。5枚目のスタジオ・アルバムである同名アルバムから1枚目のシングルとして発売された。

## 概要

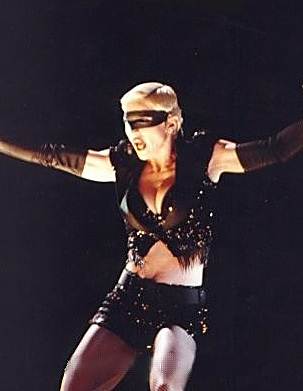
1993年、「The Girlie Show」で「エロティカ」を歌うマドンナ

マドンナが、「ディータ」というキャラクターに扮し、サディズム・マゾヒズムなどの性的ファンタジーを語る内容の歌詞である。
元々、デモテイクでは全く別のヴォーカルメロディの曲であったが、写真集「SEX」のために制作した楽曲「Erotic」のミックスダウン作業中にマドンナが本曲と「Erotic」のテーマに共通点を感じ、スポークン・ワードで構成された「Erotic」をほぼそのまま「エロティカ」としてアルバムに収録した。デモテイクの歌詞およびヴォーカルメロディは、後に2006年の「コンフェッションズ・ツアー」にて発表された。
アメリカのファンク・バンドであるクール・アンド・ザ・ギャングが1973年に発表した楽曲「Jungle Boogie」をサンプリングしている。
フジテレビ系列で深夜に放送されていた音楽番組『BEAT UK』では、UKシングルチャートNo.1を獲得している。

## プロモーション・ビデオ
| ナオミ・キャンベルとトニー・ウォード |  | ナオミ・キャンベルとトニー・ウォード |
| ナオミ・キャンベルとトニー・ウォード |  |                                      |

監督は、写真集「SEX」とアルバム「エロティカ」のアート・ディレクターを務めたファビアン・バロン。写真集「SEX」の撮影風景シーンも挿入されている。
俳優のイザベラ・ロッセリーニ、ウド・キアー、ヘルムート・バーガー、モデルのナオミ・キャンベル、トニー・ウォードなどが出演している。

## 収録曲
日本盤 3"シングル
1. エロティカ - 5:17
2. エロティカ (インストゥルメンタル) - 5:17

エロティカ・リミックス
1. エロティカ (アルバム・エディット) - 4:32
2. エロティカ (ケンルー・B・ボーイ・ミックス) - 6:27
3. エロティカ (WO 12インチ) - 6:12
4. エロティカ (アンダーグラウンド・クラブ・ミックス) - 4:57
5. エロティカ (マスターズ・アット・ワーク・ダブ) - 4:57
6. エロティカ (ジープ・ビーツ) - 5:53
7. エロティカ (マドンナ・イズ・イン・マイ・ジープ・ミックス) - 5:50

## チャート
| チャート (1992–1993年)                               | 最高位 |
| ---------------------------------------------------- | ------ |
| オーストラリア (ARIA)                                | 4      |
| オーストリア (Ö3 Austria Top 40)                     | 15     |
| ベルギー (Ultratop 50 Flanders)                      | 8      |
| カナダ トップシングルス (RPM)                        | 13     |
| カナダ シングル小売 (The Record)                     | 2      |
| カナダ コンテンポラリー・ヒット・ラジオ (The Record) | 2      |
| デンマーク (IFPI)                                    | 6      |
| ヨーロッパ (European Hot 100 Singles)                | 1      |
| ヨーロッパ (European Dance Radio)                    | 1      |
| フィンランド (Suomen virallinen lista)               | 1      |
| フランス (SNEP)                                      | 23     |
| ドイツ (GfK Entertainment charts)                    | 13     |
| ギリシャ (IFPI)                                      | 1      |
| アイスランド (RÚV)                                   | 14     |
| アイルランド (IRMA)                                  | 4      |
| イタリア (Musica e dischi)                           | 1      |
| オランダ (Dutch Top 40)                              | 8      |
| オランダ (Single Top 100)                            | 10     |
| ニュージーランド (Recorded Music NZ)                 | 3      |
| ノルウェー (VG-lista)                                | 2      |
| ポルトガル (AFP)                                     | 2      |
| スペイン (AFYVE)                                     | 4      |
| スウェーデン (Sverigetopplistan)                     | 3      |
| スイス (Schweizer Hitparade)                         | 8      |
| UK シングルス (OCC)                                  | 3      |
| UK ダンス (OCC) アメリカからの輸入リミキシーズ       | 58     |
| イギリス (MRIB)                                      | 2      |
| US Billboard Hot 100                                 | 3      |
| US Bubbling Under R&B/Hip-Hop Songs (Billboard)      | 16     |
| US Dance Club Songs (Billboard)                      | 1      |
| US Dance Singles Sales (Billboard)                   | 1      |
| US Pop Airplay (Billboard)                           | 9      |
| US Rhythmic (Billboard)                              | 5      |

| チャート (2022年)          | 最高位 |
| -------------------------- | ------ |
| ハンガリー (Single Top 40) | 1      |

| チャート (1992年)                     | 順位 |
| ------------------------------------- | ---- |
| ベルギー (Ultratop 50 Flanders)       | 90   |
| ヨーロッパ (European Hot 100 Singles) | 45   |
| オランダ (Dutch Top 40)               | 95   |
| イギリス (OCC)                        | 67   |

| チャート (1993年)                        | 順位 |
| ---------------------------------------- | ---- |
| US ダンス シングル・セールス (Billboard) | 48   |

| チャート (2022年)          | 順位 |
| -------------------------- | ---- |
| ハンガリー (Single Top 40) | 85   |
| イギリス レコード (OCC)    | 10   |